# El Astillero, Nicaragua
El Astillero är en badort vid Stillahavskusten i kommunen Tola i södra Nicaragua.

## Befolkning
El Astillero har 982 invånare (2005).

## Aktiviteter
Det finns utmärkta bad- och surfingmöjligheter i El Astillero. Andra populära aktiviteter är beskådandet havssköldpaddor och annan flora och fauna i Viltreservatet Chacocente som ligger precis norr om badorten.